# Facundo Altamira
Facundo Alejandro Altamira (San Martín, 3 agosto 2001) è un calciatore argentino, attaccante del Godoy Cruz.

## Caratteristiche tecniche
È un'ala destra.

## Carriera
Altamira è cresciuto nel settore giovanile del Godoy Cruz, dove ha dovuto affrontare la rottura del legamento crociato destro nel 2018, e di quello sinistro due anni più tardi. Ha debuttato in prima squadra il 5 settembre 2021 nell'incontro di Primera División vinto 4-0 contro il Gimnasia (LP).
Utilizzato di rado nelle due successive annate, nel 2024 è stato definitivamente promosso in prima squadra ed il 26 febbraio ha segnato il suo primo gol nel successo per 2-0 sull'Instituto (C) in Copa de la Liga Profesional.

## Statistiche

### Presenze e reti nei club
Statistiche aggiornate al 26 luglio 2024.
| Stagione        | Squadra         | Campionato      | Campionato | Campionato | Coppe nazionali | Coppe nazionali | Coppe nazionali | Coppe continentali | Coppe continentali | Coppe continentali | Altre coppe | Altre coppe | Altre coppe | Totale | Totale | Totale |
| Stagione        | Squadra         | Comp            | Pres       | Reti       | Comp            | Pres            | Reti            | Comp               | Pres               | Reti               | Comp        | Pres        | Reti        | Pres   | Reti   |        |
| --------------- | --------------- | --------------- | ---------- | ---------- | --------------- | --------------- | --------------- | ------------------ | ------------------ | ------------------ | ----------- | ----------- | ----------- | ------ | ------ | ------ |
| 2021            | Godoy Cruz      | PD              | 3          | 0          | CA+CdL          | 0               | 0               |                    | -                  | -                  |             | -           | -           | 3      | 0      |        |
| 2022            | Godoy Cruz      | PD              | 0          | 0          | CA+CdL          | 0               | 0               |                    | -                  | -                  |             | -           | -           | 0      | 0      |        |
| 2023            | Godoy Cruz      | PD              | 1          | 0          | CA+CdL          | 1+2             | 0               |                    | -                  | -                  |             | -           | -           | 4      | 0      |        |
| 2024            | Godoy Cruz      | PD              | 4          | 0          | CA+CdL          | 1+9             | 0+3             | CL                 | 0                  | 0                  |             | -           | -           | 14     | 3      |        |
| Totale carriera | Totale carriera | Totale carriera | 8          | 0          |                 | 13              | 3               |                    | 0                  | 0                  |             | -           | -           | 21     | 3      |        |